# Rohinyá
Los rohinyás o ruaingás (en birmano, ရိုဟင်ဂျာ rui hang gya, pronunciado [ɹòhɪ̀ɴd͡ʑà]; en inglés, rohingya) son un grupo étnico musulmán de Myanmar que desde 2017 fue objeto, según la ONU, de una limpieza étnica por parte de las autoridades birmanas que obligó a la mayoría de sus integrantes a refugiarse en la vecina Bangladés. La población se concentraba en dos municipios del estado de Rakáin limítrofes con Bangladés (Maungdaw y Buthidaung), y se extendía por otros tres municipios, Akyab, Rathedung y Kyauktaw. Antes de 2017 vivían aproximadamente un millón de rohinyás en el estado de Rakáin (antiguamente Arakan). A mediados de 2018 solo quedaban unos 300.000.
Los rohinyás hablan el idioma rohinyá que es un dialecto bengalí, diferente del idioma mayoritario de Birmania. Son un grupo étnico no reconocido como parte de los 135 grupos étnicos oficiales del país y, desde 1982, se les ha negado la ciudadanía en Myanmar porque el gobierno los considera inmigrantes bengalíes y no birmanos.
Los rohinyás son una de las minorías étnica y religiosa más perseguidas del mundo.

## Historia

### Origen
El territorio donde han vivido los rohinyás es Arakan, una franja costera de unos 500 km de longitud que se extiende al oeste de Birmania frente al golfo de Bengala ―a finales del siglo XX la dictadura militar le cambió el nombre por el de Rakéin, como es conocido Arakan oficialmente en la actualidad―. Durante muchos siglos la región de Arakan tuvo una relación más estrecha con el subcontinente indio que con el resto de Birmania de la que lo separa la cordillera Arakan Yoma que en algunos puntos alcanza los 3.000 metros de altitud. Del subcontienente indio procedieron sus primeros pobladores, como lo demuestran las inscripciones en sánscrito que se han encontrado en restos de templos hindúes, y solo a partir del siglo X comenzó la llegada de población budista de origen chino-tibetano procedente del otro lado de la cordillera Arakan Yoma y que eran conocidos como «rakéin» (‘orgullosos de su raza’).
El origen de los rohinyá es muy controvertido pues se discute tanto el momento de su llegada a Arakan como cuándo se forjó su identidad como pueblo. Esta controversia ha sido utilizada por las autoridades de Birmania para negarles la ciudadanía, algo que es contrario a la Carta de las Naciones Unidas que establece, según ha destacado el periodista español Alberto Masegosa, «que alguien nacido en un país y que no tiene otra nacionalidad le corresponde la nacionalidad de su país de nacimiento», por lo que «los ronhinyá tienen derecho a la nacionalidad birmana» y «siempre se les ha negado». «Ese limbo legal es la base de todas las violaciones a sus derechos que ha sufrido la inmensa mayoría de los musulmanes de Arakan», concluye este periodista español.

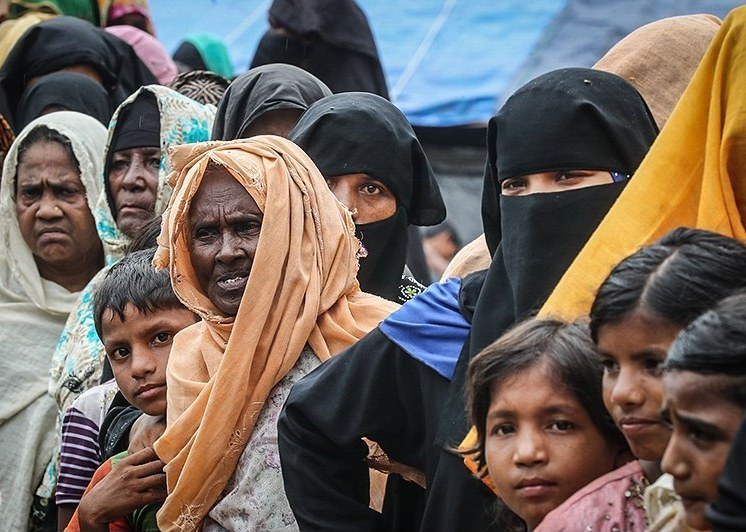
Mujeres y niños rohinyás

La presencia de musulmanes en Birmania se remonta al siglo XI, el siglo de oro de la cultura birmana que floreció en la ciudad de Bagan. Desempeñaron los oficios de comerciantes y guerreros, y se integraron bien con la población local, cuya religión era ―y sigue siendo― el budismo Theravada, llevado allí por los monjes de Sri Lanka durante el primer milenio de nuestra era. En cuanto a la presencia musulmana en Arakan algunos historiadores la sitúan entre los siglos VII y IX —Jasmine Chia afirma que hay evidencia de musulmanes viviendo en la región en el siglo IX—. Por su parte Jacques P. Leider afirma que fue en el siglo XV cuando comenzó a emerger una comunidad musulmana.
A principios del siglo XV el rey Narameikhla, soberano del reino budista de Arakan, consiguió la ayuda militar del sultán de Bengala frente al reino de Ava, del interior de Birmania. Algunos de los soldados musulmanes enviados por el sultán se quedaron a vivir en Arakan, convirtiéndose, según algunos estudiosos ―aunque otros lo niegan―, en los antepasados de los rohinyá. Según esta versión muy controvertida, rohinyá derivaría de la palabra árabe ‘’Al-Rojan’’, ‘tierra bendita’, de la que también procedería el nombre de Arakan. Dos siglos y medio más tarde habría habido una nueva oleada migratoria musulmana en Arakan, influyendo en las costumbres de sus habitantes como el hábito de las mujeres budistas de la zona de llevar velo, al igual que las musulmanas. Esto fue descrito por el primer cronista occidental de Arakan, el agustino portugués Sebastiao Manrique, que visitó el reino y su capital Mrauk U en la primera mitad del siglo XVII. El reino de Arakan fue conquistado en 1784 por la dinastía Konbaung de Birmania, pero medio siglo después, en 1826, Arakan pasó a formar parte del Imperio británico, como seguidamente lo haría toda Birmania. Fue en esta época de finales del siglo XVIII y principios del XIX cuando se tiene constancia por primera vez de la existencia del nombre «rohinyá». En una obra del escocés Francis Buchanan-Hamilton que estuvo en la región en esa época se dice que allí convivían dos pueblos: los «yakein» budistas (rakéin) y los «rooinga» musulmanes (rohinyá). Sin embargo, hay autores que retrasan la aparición del nombre rohinyá al siglo XX.

### Periodo colonial
Durante la dominación británica, y especialmente en la segunda mitad del siglo XIX, se incrementó notablemente la llegada de musulmanes a Birmania. Las autoridades coloniales los llevaron allí desde la India ―también a hindúes, pero en un número mucho más reducido― para que desempeñaran determinadas funciones en la administración y en las empresas para las que la población autóctona carecía de la formación y de la experiencia necesarias. Así a principios del siglo XX ya había en Birmania alrededor de un millón de habitantes procedentes de la India, en su inmensa mayoría musulmanes, de un total de doce millones.
En cuanto a Arakan durante el periodo colonial se produjo un trasvase de población desde Bengala por lo que aumentó la población musulmana de la región. Así en Sittwe, la capital colonial de Arakan, la población musulmana ya rondaba las 60.000 personas en 1872 para pasar a casi 100.000 en 1891. Los recién llegados hablaban un dialecto bengalí muy parecido al que hablaba la población musulmana de Arakan. Según el censo realizado por los británicos en 1911 en Arakan había 210.000 budistas y 155.000 musulmanes.
Durante el periodo colonial mientras que la integración de los hindúes fue bastante fácil, los musulmanes se encontraron con el rechazo de la población budista mayoritaria y se produjeron algunos episodios sangrientos. Así en 1930 y 1938 fueron asesinados musulmanes, quemados sus negocios y asaltadas sus mezquitas.

### Segunda Guerra Mundial
Durante la Segunda Guerra Mundial los musulmanes de Arakan apoyaron a los británicos mientras que los budistas se pusieron del lado de los japoneses. Sin embargo, al finalizar la guerra los británicos incumplieron su promesa de crear un estado casi independiente para los musulmanes de Arakan, los rohinyás, y se produjeron enfrentamientos armados entre éstos y los budistas, especialmente en el sur de la franja costera, que se saldaron con varias decenas de miles de muertos, la destrucción de más de trescientas aldeas y la emigración de unos 80.000 rohinyás supervivientes hacia el norte de Arakan, donde eran mayoría. Así que cuando se proclamó la independencia de Birmania en 1948 Arakan, uno de los territorios más pobres del nuevo país, ya estaba dividido en dos sectores: el sur budista y el norte musulmán.

### Independencia del Imperio británico
En la Birmania independiente los musulmanes del norte de Arakan, los rohinyás, no fueron reconocidos como una etnia autóctona de las 135 que formaban el nuevo país, aunque a pesar de ello fundaron algunas organizaciones legales en las que aparecía el nombre de rohinyá, y dos destacados miembros de la minoría formaron parte de la Asamblea Constituyente birmana ―e incluso llegaron a tener una emisora de radio que emitía en su idioma―. El argumento que dieron las autoridades birmanas para no reconocerlos fue que los rohinyás no figuraban entre los grupos tribales identificados por los británicos durante la colonización ―los británicos habían distinguido tres grupos en Arakan: los budistas, identificados como rakéin; los musulmanes, sin darles un nombre específico; y los integrantes de otros credos―. Así pues, según los sucesivos gobiernos birmanos los «rohinyás» eran un producto de la colonización, que los habría traído de Bengala y por tanto les fue negada la ciudadanía birmana.
En el momento de la independencia de Birmania y de la India en 1948 algunos dirigentes rohinyás plantearon integrar su territorio en el recién nacido Pakistán, ya que su población compartía con ellos etnia (bengalí) y religión (islam) pero su máximo líder Muhammad Ali Jinnah rechazó la propuesta.

### Régimen Militar
A partir de la dictadura de Ne Win (1962-1988) se acentuó el «nacional-budismo» con medidas legales y administrativas contra los musulmanes como la exigencia de autorización para los matrimonios de parejas de diferente religión o la denegación de permisos para la construcción de mezquitas. Como ha destacado el periodista español Alberto Masegosa, «Ne Win recuperó el budismo como religión nacional con fines identitarios» y «los generales que le sucedieron siguieron ese camino», y para ello contaron con el apoyo del influyente y omnipresente clero budista. Así el acoso a los rohinyá comenzó en esta época y como respuesta en los años 1970 nació un grupo armado llamado Frente Patriótico Rohinyá, integrado por unas decenas de militantes, que fue aplastado con facilidad por ejército birmano (o Tatmadaw)―. La negativa a conceder a los rohinyá la ciudadanía birmana fue ratificada en la Constitución de 1974, tras cuya aprobación miles de rohinyá emigraron a Bangladés. Los que se quedaron recibieron una tarjeta de residencia como extranjeros. La ley de ciudadanía de 1982 confirmó esta situación.
La persecución a los rohinyás se acentuó bajo la dictadura del general Than Shwe (1992-2011). Como relató un periodista anglosajón, citado por el periodista español Alberto Masesgosa, bajo el régimen militar de Than Swe los rohinyá «tenían que pedir permiso para salir de sus poblados y para casarse. Solo lo podían hacer a cambio de mordidas. Se les negaba el derecho a la sanidad y a la educación y sufrían acoso religioso, con la destrucción de sus mezquitas». La respuesta a la persecución que sufrían bajo el régimen militar de Than Swe fue la fundación en los años 1990 de la Asociación para la Solidaridad Rohinyá, un grupo armado que tomó el relevo del Frente Patriótico Rohinyá de veinte años antes. La respuesta del Ejército birmano fue la operación llamada «Nación Limpia y Hermosa».

### Transición democrática
A partir de mayo de 2012 los rohinyás fueron víctimas de la violencia antimusulmana instigada por el movimiento 969 liderado por el monje budista Ashin Wirathu. Los ataques comenzaron seis días después de que tres hombres rohinyás violaran y asesinaran a una joven budista en el estado de Rakáin. Aunque los acusados fueron detenidos rápidamente —dos fueron condenados a muerte y el tercero se suicidó—, budistas exaltados asaltaron un autobús donde viajaban diez líderes musulmanes que fueron apaleados hasta la muerte, sin que se produjera ninguna detención. A partir de entonces se sucedieron los ataques con el resultado de más de trescientas muertes. Además, el Movimiento 969 propuso que se aprobara un ley que prohibiera los matrimonios de diferente credo alegando que los musulmanes, cuando se casan con mujeres budistas, las obligan a abrazar el islam según establece la sharia, e hizo llamamientos al boicoteo de las tiendas propiedad de musulmanes. Como consecuencia de la violencia desatada contra ellos cerca de 150.000 rohinyás huyeron a Bangladés.
Tras los disturbios de 2012 se fundó el Ejército de Salvación Rohinyá de Arakán (ARSA, por sus siglas en inglés), una organización armada sucesora del Frente Patriótico Rohinyá de los años 1970 y de la Organización de Solidaridad Rohinyá de los años 1990. Sus fundadores fueron emigrantes rohinyá a Arabia Saudí donde hicieron fortuna, entre ellos su líder Abu Amar Jununi, más conocido como Ata Ullah, que recibió educación religiosa en una madrasa de La Meca y que siempre inicia sus acciones con invocaciones a Alá en videos emitidos por You Tube. El nombre original del grupo es Harakah al-Yaqin (‘el Movimiento de la Fe’) que mantiene relaciones con varias organizaciones islamistas radicales especialmente con Jamaat ul-Mujahideen de Bangladés y ha recibido el apoyo de la rama de Al Qaeda en el subcontinente indio.
En 2014 los rohinyá fueron excluidos del censo que se realizó ese año por lo que ya no pudieron votar en las elecciones de 2015, que en Arakan fueron ganadas por el Partido Nacional de Arakan, integrado exclusivamente por nacionalistas budistas rakéin que no permitían que ingresaran en él los rohinyá. Así los rohinyá fueron a partir de entonces además de innombrables ―los diplomáticos destinados en Birmania son reconvenidos por las autoridades birmanas si utilizan el vocablo «rohinyá» para referirse a ellos―, incontables, pues «nunca serían ya incluidos en ningún censo».
En las elecciones de 2015, que fueron ganadas por la Liga de Aung San Suu Kyi, la comisión electoral anuló decenas de candidaturas de musulmanes y les negó el derecho al voto a alrededor de medio millón de ronhinyá que en las elecciones de 2010 habían podido votar con un permiso de residencia. En la Asamblea Nacional resultante de las elecciones de 2015 ya no hubo ningún diputado rohinyá ni musulmán como sí que los había habido durante todas las elecciones anteriores celebradas en Birmania.

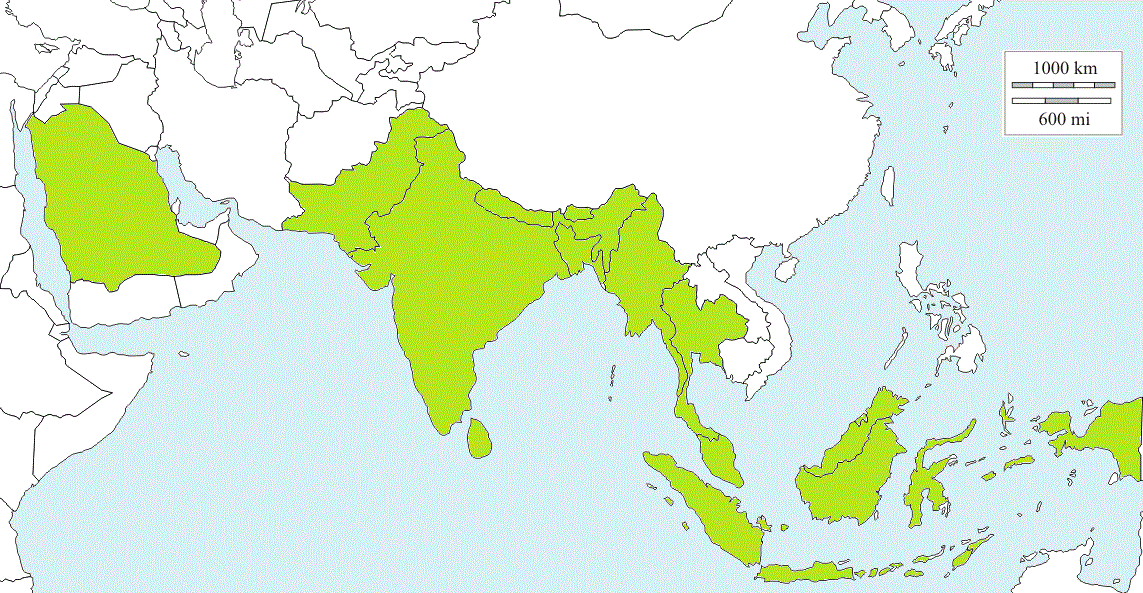
Mapa de los países donde existen comunidades rohinyás tras la limpieza étnica de 2017-2018: 900.000 en Bangladés; 350.000 en Pakistán; 200.000 en Arabia Saudí; 150.000 en Malasia, 14.000 en India; 10.000 en Emiratos Árabes Unidos y 5.000 en Tailandia.

Tras las elecciones de 2015 se produjo un nuevo episodio de la violencia sectaria en el estado de Rakéin que desembocó en la crisis de los refugiados rohinyá de 2015. En esta ocasión miles de rohinyá huyeron por barco a Malasia, produciéndose la muerte de varios centenares de personas. A partir de esta crisis la organización armada ARSA recibió el apoyo de los consejos de notables rohinyá por lo que muchos jóvenes de las aldeas se integraron en la organización. Así se produjo su primera acción armada que tuvo lugar el 9 de octubre de 2016 y que consistió en el ataque simultáneo por parte de 400 combatientes de tres puestos de la Policía de Guardia Fronteriza birmana situados en el norte de Arakan y en el que resultaron muertos nueve policías y ocho atacantes. Con esta acción el ARSA consiguió apoderarse de más de cincuenta armas automáticas además de abundante munición. Al mismo tiempo hubo insurrecciones en algunos poblados rohinyá, que fueron reprimidas por el ejército birmano (Tatmadaw) ―produciéndose muertos entre los sublevados― y varias aldeas fueron arrasadas como represalia.

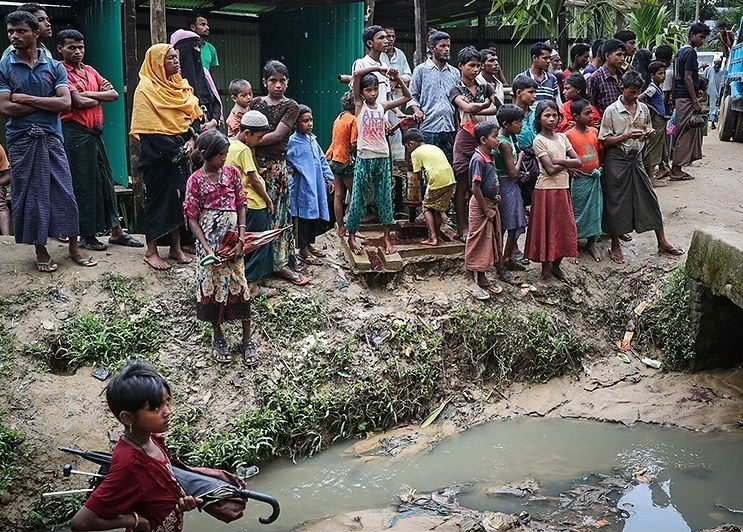
Refugiados rohinyá en el campo de Kutupalong (Bangladés)

El 25 de agosto de 2017 el ARSA realizó un nuevo ataque de características similares al del 9 de octubre del año anterior. Esta vez los objetivos fueron alrededor de 30 puestos militares ―y también, al parecer, algunas aldeas de rohinyá hindúes, que son una minoría muy reducida de la población rohinyá―. «La respuesta fue un castigo colectivo al pueblo rohinyá», comenta Alberto Masegosa. En efecto, el ejército birmano inició inmediatamente una operación de «limpieza étnica» —así la calificó la ONU— por la que los rohinyás fueron expulsados de sus casas — y quemadas sus pertenencias y tierras— y se vieron obligados a huir al país vecino de Bangladés, donde fueron acogidos en improvisados y enormes campos de refugiados. Las organizaciones humanitarias desplegadas en la zona calcularon que fueron unas 700.000 las personas afectadas por el éxodo que se produjo en los meses siguientes y que continuaba a principios de 2018. En enero de ese año Human Rights Watch denunciaba que las fuerzas de seguridad birmanas habían derruido al menos 55 aldeas rohinyás. Por su parte el ejército birmano justificó la operación contra los rohinyás como una respuesta a los actos violentos perpetrados por los rebeldes del Ejército de Salvación Rohinyá de Arakán (ARSA).
En noviembre de 2017 los gobiernos de Bangladés y Birmania llegaron a un acuerdo para la repatriación de los rohinyás a partir de enero de 2018, pero después de esa fecha ningún rohinyá había vuelto, entre otras razones, por la falta de seguridad de que el gobierno birmano respetara sus derechos. Un temor que se vio confirmado cuando se conoció la decisión del gobierno birmano de construir una valla en la frontera con Bangladés. Por su parte el gobierno de este país propuso asentar a 100.000 de los refugiados ronhinyás en una deshabitada y fangosa isla de la bahía de Bengala, propuesta que reiteró en julio de 2019.
Tras el éxodo iniciado en agosto de 2017, en abril de 2018 quedaban en Birmania menos de medio millón de rohinyás, de los que unos 120.000 estaban internados en campos de concentración y varias decenas de miles vivían confinados en sus pueblos, según la ONU.
En noviembre de 2018 el gobierno de Bangladés intentó iniciar la repatriación de los refugiados pero tuvo que suspenderla al no querer ninguno de ellos volver a Birmania. «No regresaremos sin nuestra ciudadanía y derechos», rezaban en el campamento 22 del área de Unchi Prang las pancartas de algunos de los manifestantes que recibieron a las autoridades bangladeshíes. Mientras tanto las condiciones de vida en los campos de refugiados seguían siendo durísimas.
En diciembre de 2020 comenzó el traslado de los refugiados rohinyás a una isla desierta cercana a la costa, habilitada por el gobierno de Bangladés para acogerlos. A principios de 2022 ya habían sido trasladadas a la isla unas 17 000 personas, en la mayoría de los casos bajo coacción, mientras que la situación en los campos seguía siendo insostenible, agravada por incendios e inundaciones.

## Perspectivas sobre el conflicto Rohinyá

### La perspectiva de la comunidad internacional

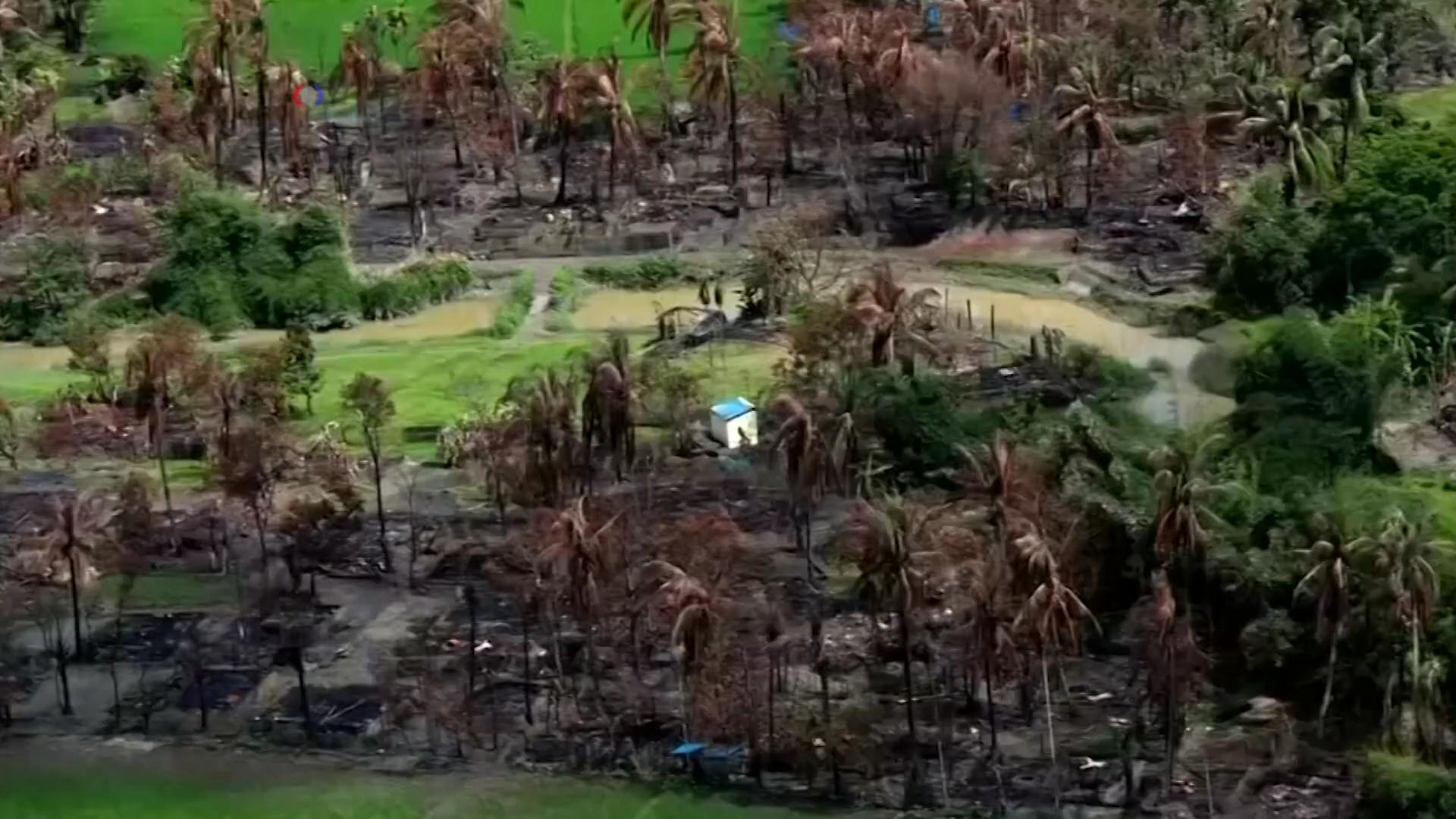
Vista aérea de una aldea rohinyá arrasada (septiembre de 2017).

Aunque el país ha realizado progresos en la transición de consolidarse desde una dictadura a una democracia, en la actualidad es el lugar de un conflicto cuyas tensiones entre los rohinyá (musulmanes) y los budistas se han exacerbado. A partir de este conflicto se configuran al menos dos posturas, en primer lugar la del Estado Birmano y, en segundo lugar, la de ONGs, Amnistía Internacional, International Crisis Group y distintos medios internacionales que han acusado al estado Birmano de perseguir una minoría étnica, de llevar a cabo una limpieza étnica y de graves atentados contra los derechos humanos.
Desde la perspectiva de los medios internacionales, las autoridades de Myanmar han confinado a los rohinyá en sus propias villas, lo cual tiene relación con las brutales políticas del estado hacia esta minoría musulmana. Desde Myanmar las autoridades consideran a esta etnia como inmigrantes ilegales de Bangladés que se asentaron en condiciones precarias en el estado Rakáin, el cual colinda con Bangladés. Un grupo de países islámicos calificó el trato de Myanmar hacia los rohinyá como "violación grave y flagrante del derecho internacional" en el marco de una llamada para recibir ayuda internacional para resolver esta crisis.
Desde 2012, una seguidilla de disturbios entre musulmanes y budistas han desplazado una cantidad estimada de 140.000 rohinyá, muchos de los cuales se han establecido en campos de refugiados en Bangladés, para escapar de la violencia desatada en el estado de Rakaín. Desde Amnistía Internacional se condena el actuar de fuerzas militares, la policía de la guardia fronteriza y vigilantes budistas locales, quienes son acusados de haber protagonizado disturbios en la zona.

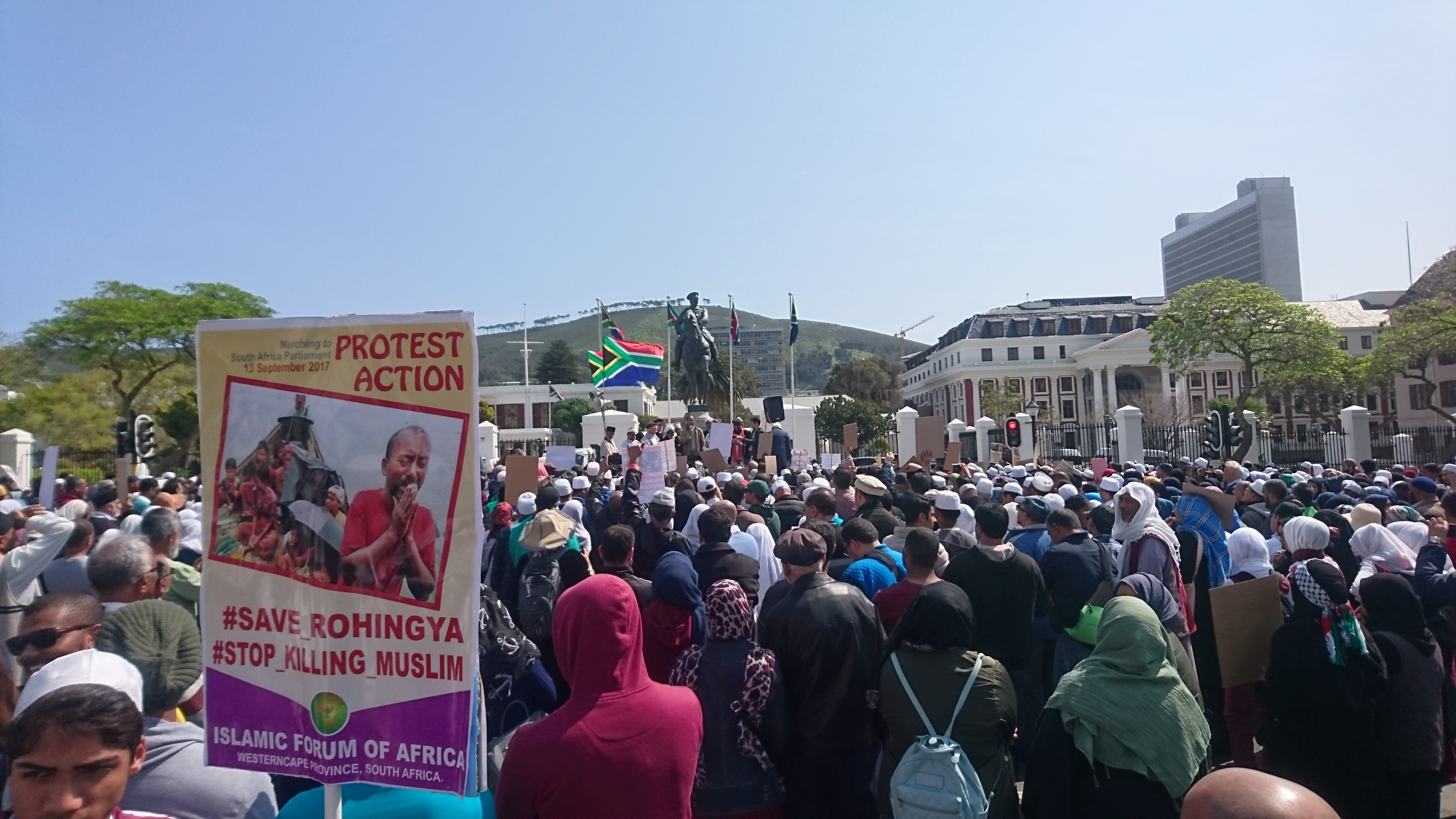
Protestas en Ciudad del Cabo contra la persecución de los rohinyá (septiembre de 2017).

Sobre el conflicto armado interno, desde Amnistía internacional se condena el hecho de que el ejército de Myanmar haya cometido una gran cantidad de violaciones a los derechos humanos contra civiles,entre las cuales se incluye ejecuciones, homicidios ilegítimos, desapariciones forzadas, detenciones arbitrarias, tortura y trabajos forzados. También se han registrado eventos en los cuales el ejército ha disparado proyectiles contra grupos étnicos armados, como la Organización de la Independencia Kachin. Sin proveer del suficiente resguardo hacia áreas civiles. En mayo de 2018, una mujer de 81 años murió cuando explotó un mortero cerca de su casa en el municipio de Namhkan, al norte del estado de Shan. Según Amnistía Internacional, varias de estas violaciones constituyen crímenes de guerra.
Aun así, el estado de Birmania ha negado las acusaciones que lo inculpan de haber violado leyes humanitarias internacionales. Pero gracias a un reportaje especial realizado por periodistas del sitio Reuters, se ha obtenido evidencia más contundente para evidenciar la participación de las fuerzas paramilitares de Myanmar en el contexto de violencia étnica. El reportaje se titula "Massacre in Myanmar: One grave for 10 Rohingya men", y reúne una serie de testimonios que reconstruyen este evento a partir de diferentes actores y testigos, entre ellos solados y aldeanos budistas. En este reportaje aldeanos budistas confiesan haber quemado casas rohinyá, quemar cuerpos y haber matado musulmanes. Estas confesiones demuestran la participación de fuerzas paramilitares en la masacre de Inn Din.
En agosto de 2017, más de cien militantes y civiles rohinyá murieron como consecuencia de los ataques policiales coordinados. Según el gobierno, la ofensiva militar fue una respuesta proporcionada a la amenaza creciente de “terrorismo islámico” en el estado de Rakaín. Los militares destacaron rápidamente la dificultad para distinguir entre civiles y militantes,  pero según Southeast Asia Globe, una serie de informes publicados en línea revelaron que el ejército efectivamente atacó indiscriminadamente a civiles. La oficina del consejo estatal también ordenó a los medios usar el término "terrorista" en lugar de "insurgente" para describir a los militantes rohinyá. Tras estos eventos, el manejo de Aung Saan Suu Kyi de la crisis rohinyá ha recibió fuertes críticas de la comunidad internacional.
Para la comunidad internacional el imperativo de tomar acciones se ha vuelto abrumadora, según la organización independiente International Crisis Group muchos países tienen la intención de apoyar la transición de Myanmar, pero ante los últimos eventos de crimen contra la humanidad y limpieza étnica han desatado una percepción sobre la ineficiencia de la vía diplomática para resolver este conflicto. Para la comunidad Internacional tomar medidas desde una postura punitiva podría empujar a Myanmar más cerca de China, pero aun así International Crisis Group recomienda continuar con la ayuda humanitaria para apoyar a los refugiados rohinyá.
El viernes 27 de diciembre de 2019 la Asamblea General de la ONU condenó las violaciones de los derechos humanos de los rohinyá por parte del gobierno birmano.

### La perspectiva del gobierno birmano

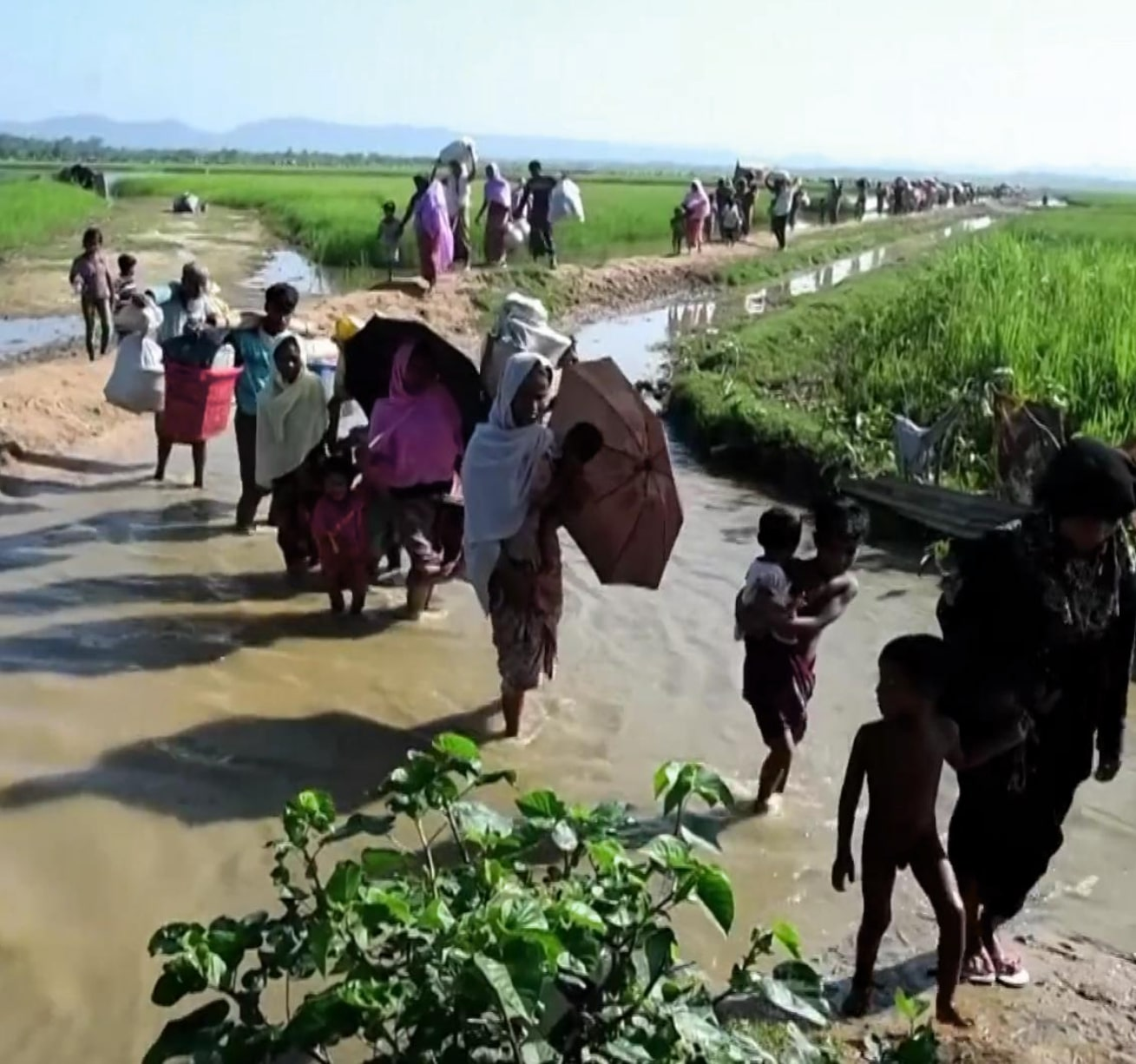
Ronhinyá entrando en Bangladés tras haberse visto obligados a abandonar Birmania (2017)

La postura del gobierno de Myanmar, respecto del conflicto en la región de Arakán (estado de Rakáin) entre budistas y musulmanes (rohinyá), es cercana a la de Jacques P. Leider, de la École française d'Extrême-Orient (Francia y Rangún, Myanmar), Aye Chan de la Kanda University of International Studies (Japón), o Jasmine Chia de la Universidad de Harvard (Estados Unidos).
En la breve revisión histórica que hace Chan está el elemento fundamental con los que el gobierno birmano, y en particular Aung San Suu Kyi, argumenta su posición respecto al conflicto rohinyá, a saber, los Rohinyá no son una etnia, sino una identidad política. O, en palabras de Jasmine Chia, «es evidente que los rohinyá no son una construcción étnica, sino política». Es por esta razón –los rohinyá no son una etnia, como los Karen, Shan o Kachin— que Suu Kyi puede decir que «creo que limpieza étnica es una expresión muy fuerte para lo que está pasando» y que la respuesta del Tatmadaw (fuerzas armadas) contra la amenaza de “terrorismo islámico” en el estado de Rakáin ha sido adecuada. Un oficial del ejército dijo que «todos los aldeanos se convierten en insurgentes, lo que están haciendo es como una revolución. No les importa si mueren o no. No podemos distinguir quienes entre ellos son insurgentes».

Chia cita a Leider:
«“Al reducir el debate sobre los rohinyá a sus aspectos legales y humanitarios, periodistas en todo el mundo han tomado el enfoque fácil a un asunto complicado… donde cuestiones como etnicidad, historia e identidad cultural son componentes claves de la legitimidad"».
El problema, según Chia y Leider, es que el grupo referido como “rohinyá”, es decir, los musulmanes del estado de Rakáin, presentan una diversidad de orígenes étnicos y sociales que hace difícil indicar una identidad más allá de su religión. Además, el reconocer a los musulmanes de Rakáin como rohinyá implicaría enraizar su identidad musulmana en la región, que es justamente lo que está haciendo la comunidad internacional. Para el gobierno birmano los musulmanes del estado de Rakáin siguen siendo inmigrantes bengalíes (chittagones) como en 1978 durante la Operación Rey Dragón.
Aunque no reconoce a los rohinyá como una minoría étnica (aunque este reconocimiento no implica que no se den conflictos entre minorías étnicas —e.g. Karen, Chin, Mon, etc.— y gobierno), Chia sí reconoce que «es evidente que la propaganda antimusulmana se ha convertido en una parte común del discurso nacionalista» en una sociedad que se mantiene llevada por rumores [rumour driven] luego 49 años de dictadura militar en que los rumores fueron una parte esencial de cómo la gente hacía sentido de lo que ocurría en medio de la censura y la vigilancia del estado.
Otro elemento de la posición del gobierno birmano respecto del conflicto rohinyá es enfatizar la situación de los budistas del estado de Rakáin (arakaneses). Chía dice que la manera en que la comunidad internacional ha abordado la legitimidad de los rohinyá ha hecho que se malentienda la postura de los budistas en la región: «Al otro lado de la tensión política en el estado de Rakáin [...] están los budistas arakaneses quienes están genuinamente temerosos de una (falsa) toma de control musulmana». En este punto la perspectiva de Chia difiere de la del gobierno birmano que no duda en invocar una guerra contra el terrorismo islámico en Rakáin.

Para el gobierno birmano, y en particular Suu Kyi, es difícil ser imparcial en un país con una clara mayoría budista (87.9% v un 4.3% musulmán) y bamar (30+ millones, el 68% de la población, v ~400,000 rohinyá). Según Chia, para que Suu Kyi mantenga legitimidad en Myanmar es entendible que no condene abiertamente un conflicto que podría causar —aún— más violencia. Es más,
«si Sunn Kyi pierde legitimidad con los budistas, no sólo se le cerrarán futuras negociaciones a ella y al NLD [National League for Democracy, el partido gobernante], sino que el proceso de paz mismo será atacado por su aparente partidismo, y con él, todo el proceso de construir la democracia en Myanmar».

La posición de Leider respecto del conflicto es menos conciliadora que la de Chia y, por ende, más cercana a las políticas del gobierno birmano. Para Leider
«...rohinyá no es un concepto étnico. Cuando tu argumentas que somos musulmanes y hemos vivido en Rakáin por varias generaciones, nadie puede negarlo. Para mí, rohinyá es un término, una palabra antigua que ha sido reclamada por sobre todo como una etiqueta política después de la independencia de Myanmar».
Así mismo Leider dice que la palabra “genocidio” no se condice con la realidad, «creo que “odio” es un término okay que uno puede usar. Pero usar “racismo” siempre presupone un tipo de ideología». Leider no cree que exista una ideología detrás del “odio” entre musulmanes y budistas en Rakáin.